# Équipe cycliste Fakta
L'équipe cycliste Fakta est une équipe cycliste danoise ayant existé de 1999 à 2003. Elle portait le nom de son principal sponsor, l'enseigne de hard-discount danoise Fakta (da). Elle était dirigée par Per Sandahl Jorgensen en 1999, puis par Peter Sejer Nielsen jusqu'à sa disparition à la fin de l'année 2003.

## Coureurs de l'équipe
| Coureur                 | Date de naissance | Nationalité     | Années d'activité au sein de l'équipe |
| ----------------------- | ----------------- | --------------- | ------------------------------------- |
| Allan Bo Andresen       | 19/02/1972        | Danemark        | 1999-2003                             |
| Kurt Asle Arvesen       | 09/02/1975        | Norvège         | 2001-2003                             |
| Magnus Bäckstedt        | 30/01/1975        | Suède           | 2002-2003                             |
| Lars Ytting Bak         | 16/01/1980        | Danemark        | 2002-2003                             |
| Christian Foghmar       | 18/05/1976        | Danemark        | 1999                                  |
| Tomas Grönqvist         | 02/10/1975        | Suède           | 2003                                  |
| Jimmy Hansen            | 08/02/1974        | Danemark        | 1999-2001                             |
| Frank Høj               | 04/01/1973        | Danemark        | 2003                                  |
| Claus Michael Holm      | 27/07/1970        | Danemark        | 1999-                                 |
| Mikkel Holm             | 29/09/1978        | Danemark        | 1999                                  |
| Allan Johansen          | 14/07/1971        | Danemark        | 2001-2003                             |
| Lasse Jonasson          | 09/10/1977        | Danemark        | 1999                                  |
| René Jørgensen          | 26/07/1975        | Danemark        | 2002-2003                             |
| Martin Kryger           | 05/07/1968        | Danemark        | 2000                                  |
| Mikael Holst Kyneb      | 05/03/1972        | Danemark        | 2001                                  |
| Lennie Lange Kristensen | 16/05/1968        | Danemark        | 1999-2002                             |
| Manu Lhoir              | 24/07/1975        | Belgique        | 2001-2002                             |
| Marcus Ljungqvist       | 26/10/1974        | Suède           | 2000-2002                             |
| Roberto Lochowski       | 16/03/1976        | Allemagne       | 2001-2002                             |
| René Lohse              | 02/03/1979        | Danemark        | 1999                                  |
| Frederik Modin          | 05/04/1980        | Suède           | 2003                                  |
| Peter Meinert Nielsen   | 24/05/1966        | Danemark        | 2000                                  |
| Bjarke Schmidt Nielsen  | 10/02/1976        | Danemark        | 2003                                  |
| Jacob Gram Nielsen      | 15/06/1976        | Danemark        | 1999-2001                             |
| Peter Sejer Nielsen     | 10/12/1965        | Danemark        | 1999                                  |
| Jan Erik Ostergaard     | 20/02/1961        | Danemark        | 1999                                  |
| Jørgen Bo Petersen      | 11/04/1970        | Danemark        | 2001-2003                             |
| Jacob Moe Rasmussen     | 19/01/1975        | Danemark        | 2002-2003                             |
| Michael Reihs           | 25/04/1979        | Danemark        | 2003                                  |
| Werner Riebenbauer      | 07/07/1974        | Autriche        | 2003                                  |
| Martin Rittsel          | 28/03/1971        | Suède           | 2003                                  |
| Michael Skelde          | 13/08/1973        | Danemark        | 2001-2003                             |
| Morten Sonne            | 13/11/1970        | Danemark        | 2000-2002                             |
| Mark Stegger Sørensen   | 24/07/1975        | Danemark        | 1999                                  |
| Nicki Sørensen          | 14/05/1975        | Danemark        | 2000                                  |
| Scott Sunderland        | 28/11/1966        | Australie       | 2001-2003                             |
| Bjørnar Vestøl          | 28/05/1974        | Norvège         | 2001-2003                             |
| Julian Winn             | 23/09/1972        | Grande-Bretagne | 2003                                  |

## Classements et résultats

### Classements UCI
Ce tableau donne le classement UCI de l'équipe Fakta en fin de saison, ainsi que celui de son meilleur coureur au classement individuel. À partir de 1999, le classement UCI par équipes est scindé en trois divisions : GSI, GSII et GSIII. En 1999, l'équipe Fakta est classée en GSIII, puis de 2000 à 2002 en GSII, et en 2003 en GSI.
| Saison | Classement par équipes | Meilleur coureur au classement individuel |
| ------ | ---------------------- | ----------------------------------------- |
| 1999   | 11e (GSIII)            | Lennie Kristensen (898e)                  |
| 2000   | 17e (GSII)             | Nicki Sørensen (174e)                     |
| 2001   | 9e (GSII)              | Scott Sunderland (66e)                    |
| 2002   | 1re (GSII)             | Kurt Asle Arvesen (37e)                   |
| 2003   | 26e (GSI)              | Frank Høj (102e)                          |

### Principales victoires
- 1999
  - Grand Prix Bodson : Allan Bo Andresen
  - 1rea étape du Tour de Langkawi : Lennie Kristensen
- 2000
  - 4e étape du Tour de Normandie : Lennie Kristensen
  - Fyen Rundt : Morten Sonne
  - Circuit des Mines : Nicki Sørensen
  - Rund um die Hainleite : Nicki Sørensen
- 2001
  -  Championnat de Suède sur route : Marcus Ljungqvist
  -  Championnat du Danemark du contre-la-montre par équipes : Jimmy Hansen, Jørgen Bo Petersen et Michael Skelde
  - 1re étape du Ster Elektrotoer : Allan Bo Andresen
  - 9e étape du Herald Sun Tour : Kurt Asle Arvesen
  - 3e étape du Tour de Rhénanie-Palatinat : Marcus Ljungqvist
  - 5e étape du Tour de Normandie : Marcus Ljungqvist
  - 3e étape du Tour de Rhodes : Marcus Ljungqvist
  - 3e étape de Paris-Corrèze : Jørgen Bo Petersen
  - Tour de Saxe : Jørgen Bo Petersen
  - 4ea étape du Tour de Saxe : Jørgen Bo Petersen
  - Tour de Luxembourg : Jørgen Bo Petersen
  - 2e étape du Tour de Saxe : Morten Sonne
  - Grand Prix de Fourmies : Scott Sunderland
  - Grand Prix Pino Cerami : Scott Sunderland
  - 6e étape du Herald Sun Tour : Scott Sunderland
  - 5e étape du Tour de Hesse : Bjørnar Vestøl
  - Rund um Düren : Bjørnar Vestøl
- 2002
  -  Championnat de Norvège sur route : Kurt Asle Arvesen
  - 3e étape du Tour du Danemark : Kurt Asle Arvesen
  - Tour de Suède : Kurt Asle Arvesen
  - Schynberg Rundfahrt : Kurt Asle Arvesen
  - Le Samyn : Magnus Bäckstedt
  - Paris-Bourges : Allan Johansen
  - 5e étape du Tour de Rhénanie-Palatinat : Allan Johansen
  - Paris-Camembert : Marcus Ljungqvist
  - Route Adélie de Vitré : Marcus Ljungqvist
  - 2e étape du Tour de Luxembourg : Marcus Ljungqvist
  - Tour de Luxembourg : Marcus Ljungqvist
  - Fyen Rundt : Jacob Moe Rasmussen
  - Grand Prix de la Forêt-Noire : Jørgen Bo Petersen
  - 7e étape du Tour d'Autriche : Scott Sunderland
- 2003
  - 10e étape du Tour d'Italie : Kurt Asle Arvesen
  - GP SATS : Frank Høj
  - Fyen Rundt : Jacob Moe Rasmussen
  - Grand Prix de Villers-Cotterêts : Julian Winn